# Glyphodes conjunctalis
Glyphodes conjunctalis là một loài bướm đêm trong họ Crambidae.